# Uitputtingssyndroom
Uitputtingssyndroom (Zweeds: utmattningssyndrom) is een diagnose die in de Zweedse gezondheidszorg wordt gebruikt om een aandoening aan te duiden die wordt gekenmerkt door psychologische en fysieke symptomen van uitputting, ontwikkeld als reactie op langdurige belasting.
Veelvoorkomende symptomen zijn onder meer verminderd cognitief vermogen, lichamelijke problemen zoals slaapstoornissen, hartkloppingen en duizeligheid, en psychische problemen zoals angst of paniekaanvallen.
De diagnose werd in 2005 opgenomen in de Zweedse editie van de ICD-10. Sindsdien is het daar de meest voorkomende diagnose bij ziekteverzuim. De diagnose wordt in geen enkel ander internationaal gezondheidszorgsysteem gebruikt. Er bestaat internationaal onvoldoende consensus over de juiste manier om aandoeningen veroorzaakt door chronische stress te diagnosticeren, classificeren en te behandelen.
In Nederland wordt deze aandoening 'burn-out' of 'psychische vermoeidheid' genoemd; er bestaat geen officiële diagnose die het uitputtingssyndroom omvat. Bij burn-out wordt echter uitgegaan van een psychische belasting waarbij de stressbestendigheid onvoldoende is geweest, terwijl bij het uitputtingssyndroom de uitputting als hoofdoorzaak wordt gezien.